# Maksim Mamin
Maksim Mamin, ryska: Makcи́м Maмин, född 13 januari 1995, är en rysk professionell ishockeyforward som är kontrakterad till Florida Panthers i National Hockey League (NHL) och spelar för deras primära samarbetspartner Springfield Thunderbirds i American Hockey League (AHL). Han har tidigare spelat för HK CSKA Moskva i Kontinental Hockey League (KHL).
Mamin draftades i sjätte rundan i 2016 års draft av Florida Panthers som 175:e spelare totalt.

## Statistik
| 2011–2012  | HK Krasnaja Armija       | MHL        | 38  | 1  | 4  | 5  | 12 | 5  | 1 | 0  | 1  | 4  |
| 2012–2013  | HK Krasnaja Armija       | MHL        | 61  | 14 | 15 | 29 | 45 | —  | — | —  | —  | —  |
| 2013–2014  | HK Krasnaja Armija       | MHL        | 49  | 11 | 24 | 35 | 14 | 20 | 5 | 16 | 21 | 0  |
| 2014–2015  | HK CSKA Moskva           | KHL        | 39  | 5  | 5  | 10 | 10 | 14 | 0 | 0  | 0  | 27 |
|            | HK Krasnaja Armija       | MHL        | 4   | 1  | 4  | 5  | 2  | 4  | 3 | 4  | 7  | 8  |
| 2015–2016  | HK CSKA Moskva           | KHL        | 48  | 4  | 3  | 7  | 57 | 19 | 1 | 1  | 2  | 14 |
|            | HK Zvezda Tjechov        | VHL        | 5   | 0  | 1  | 1  | 2  | —  | — | —  | —  | —  |
| 2016–2017  | HK CSKA Moskva           | KHL        | 42  | 12 | 13 | 25 | 15 | 9  | 2 | 1  | 3  | 2  |
|            | HK Zvezda Tjechov        | VHL        | 4   | 2  | 3  | 5  | 0  | —  | — | —  | —  | —  |
| 2017–2018  | Florida Panthers         | NHL        | 1   | 0  | 0  | 0  | 2  | —  | — | —  | —  | —  |
|            | Springfield Thunderbirds | AHL        | 23  | 6  | 9  | 15 | 25 | —  | — | —  | —  | —  |
| NHL totalt | NHL totalt               | NHL totalt | 1   | 0  | 0  | 0  | 2  | —  | — | —  | —  | —  |
| KHL totalt | KHL totalt               | KHL totalt | 129 | 21 | 21 | 42 | 82 | 42 | 2 | 3  | 5  | 43 |
| AHL totalt | AHL totalt               | AHL totalt | 23  | 6  | 9  | 15 | 25 | —  | — | —  | —  | —  |
| MHL totalt | MHL totalt               | MHL totalt | 152 | 27 | 4  | 74 | 73 | 29 | 9 | 20 | 29 | 12 |

### Internationellt
| Källa: Uppdaterad: 2018-01-08 | Källa: Uppdaterad: 2018-01-08 | Källa: Uppdaterad: 2018-01-08 |         | Utv = Utvisningsminuter | Utv = Utvisningsminuter | Utv = Utvisningsminuter | Utv = Utvisningsminuter | Utv = Utvisningsminuter |
| År                            | Lag                           | Mästerskap                    | Matcher | Mål                     | Assists                 | Poäng                   | Utv                     |                         |
| ----------------------------- | ----------------------------- | ----------------------------- | ------- | ----------------------- | ----------------------- | ----------------------- | ----------------------- | ----------------------- |
| 2012                          | Ryssland                      | Ivan Hlinkas minnesturnering  | 4       | 1                       | 1                       | 2                       | 0                       |                         |
| 2015                          | Ryssland                      | JVM                           | 7       | 2                       | 3                       | 5                       | 14                      |                         |
| 2016–2017                     | Ryssland                      | EHT                           | 3       | 0                       | 0                       | 0                       | 2                       |                         |
| Junior totalt                 | Junior totalt                 | Junior totalt                 | 11      | 3                       | 4                       | 7                       | 14                      |                         |
| Senior totalt                 | Senior totalt                 | Senior totalt                 | 3       | 0                       | 0                       | 0                       | 2                       |                         |